# Т. А. Барън
Томас Арчибалд Барън (на английски: Thomas Archibald Barron) е американски писател, автор на произведения в жанровете фентъзи, детска литература и документалистика. Пише под псевдонима Т. А. Барън (на английски: T. A. Barron).

## Биография и творчество
Т. А. Барън е роден на 26 март 1952 г. в Бостън, Масачузетс, САЩ. Отраства в ранното си детство в Харвард. Семейството му се премества в Колорадо и прекарва голяма част от младостта си в ранчо в Скалистите планини. Завършва история в Принстънския университет и после със стипендия „Роудс“ учи в колежа Балиол на Оксфордския университет. Специализира бизнес и право в Харвардския университет.
След дипломирането си има успешна кариера и става президент на частна инвестиционна компания в Ню Йорк. Още от младостта си мечтае да бъде писател и заедно с кариерата си опитва да пише. През 1990 г. напуска работата си, завръща се в Колорадо, и се посвещава на писателската си кариера и защитата на природата.
Първият му роман „Heartlight“ (Сърдечна светлина) от поредицата „Приключенията на Кейт“ е издаден през 1990 г.
През 1996 г. е издаден първия му роман „Изгубените години“ от поредицата бестселъри „Мерлин“. Младият Мерлин е изхвърлен на брега в древен Уелс. Страдащ от тежка амнезия, той е решен да открие своята идентичност и истината за тайнствените сили, които притежава. Отивайки във вълшебната Финкайра той я спасява от разрушение и намира корените и истинското си име. Книгите от поредицата стават бестселъри и го правят известен. „Уолт Дисни Къмпани“ е закупила правата за реализиране на екранизацията на поредицата за Мерлин.
Барън е активен поддръжник на прородозащитните каузи, член е на борда на Обществото на дивата природа, Фондацията за опазване на Аляска и Организацията за опазване на природата на Колорадо. Спомага за създаването на Принстънския природозащитен институт в Принстънския университет през 1990 година. През 2000 г. основава национална награда в чест на изключителни млади хора, които помагат на други хора или на околната среда – наградата „Глория Барън“ за млади герои (кръстен на майка му). Обществото на дивата природа го награждава с наградата „Робърт Маршал“, най-голямата награда, дадена на гражданите, активни в опазването на природата.
През 2011 г. получава медальона „Grummond“ за „цялостен принос в областта на детската и младежка литература“.
Т. А. Барън живее със семейството си в Боулдър, Колорадо.

## Произведения

### Самостоятелни романи
- Tree Girl (2001)
- The Story of a Brave Young Girl and a Mountain Guide (2004) – с Тед Левин
- The Day the Stones Walked (2007)

### Серия „Приключенията на Кейт“ (Adventures of Kate')
1. Heartlight (1990)
2. The Ancient One (1992)
3. The Merlin Effect (1994)

### Серия „Мерлин“ (Merlin)
1. The Lost Years (1996)
Изгубените години, изд. „Пробук“ (2012), прев. Емануил Томов
2. The Seven Songs (1997)
Седемте песни, изд. „Пробук“ (2014), прев. Илиана Велчева
3. The Raging Fires (1998)
4. The Mirror of Fate (1999)
5. A Wizard's Wings (2000)
6. The Dragon of Avalon (2008)
7. Doomraga's Revenge (2009)
8. Ultimate Magic (2010)
9. The Great Tree of Avalon (2004)
10. Shadows on the Stars (2005)
11. The Eternal Flame (2006)
12. The Book of Magic (2011)

### Серия „Сага за Атлантида“ (Atlantis Saga)
1. Atlantis Rising (2013)
2. Atlantis in Peril (2015)
3. Atlantis Lost (2016)

### Документалистика
- To Walk In Wilderness (1993)
- Rocky Mountain National Park (1995) – с Джон Филдър и Енос Милс
- The Hero's Trail (2002)